# Bolmsö-Tannåkers församling
Bolmsö-Tannåkers församling är en församling i Berga pastorat i Allbo-Sunnerbo kontrakt i Växjö stift. Församlingen ligger i Ljungby kommun i Kronobergs län. 

## Administrativ historik
Församlingen bildades 2025 genom sammanslagning av Bolmsö och Tannåkers församlingar och ingår i Berga pastorat.

## Kyrkor
- Bolmsö kyrka
- Tannåkers kyrka